# Tsuga chinensis
Pruche de Chine
Espèce
Statut de conservation UICN

 LC  : Préoccupation mineure
Le Pruche de Chine (Tsuga chinensis) est un arbre appartenant au genre Tsuga à la famille des Pinaceae.